# Abronia ochoterenai
Abronia ochoterenai är en ödleart som beskrevs av  Martin Del Campo 1939. Abronia ochoterenai ingår i släktet Abronia och familjen kopparödlor. IUCN kategoriserar arten globalt som otillräckligt studerad. Inga underarter finns listade i Catalogue of Life.

## Bildgalleri

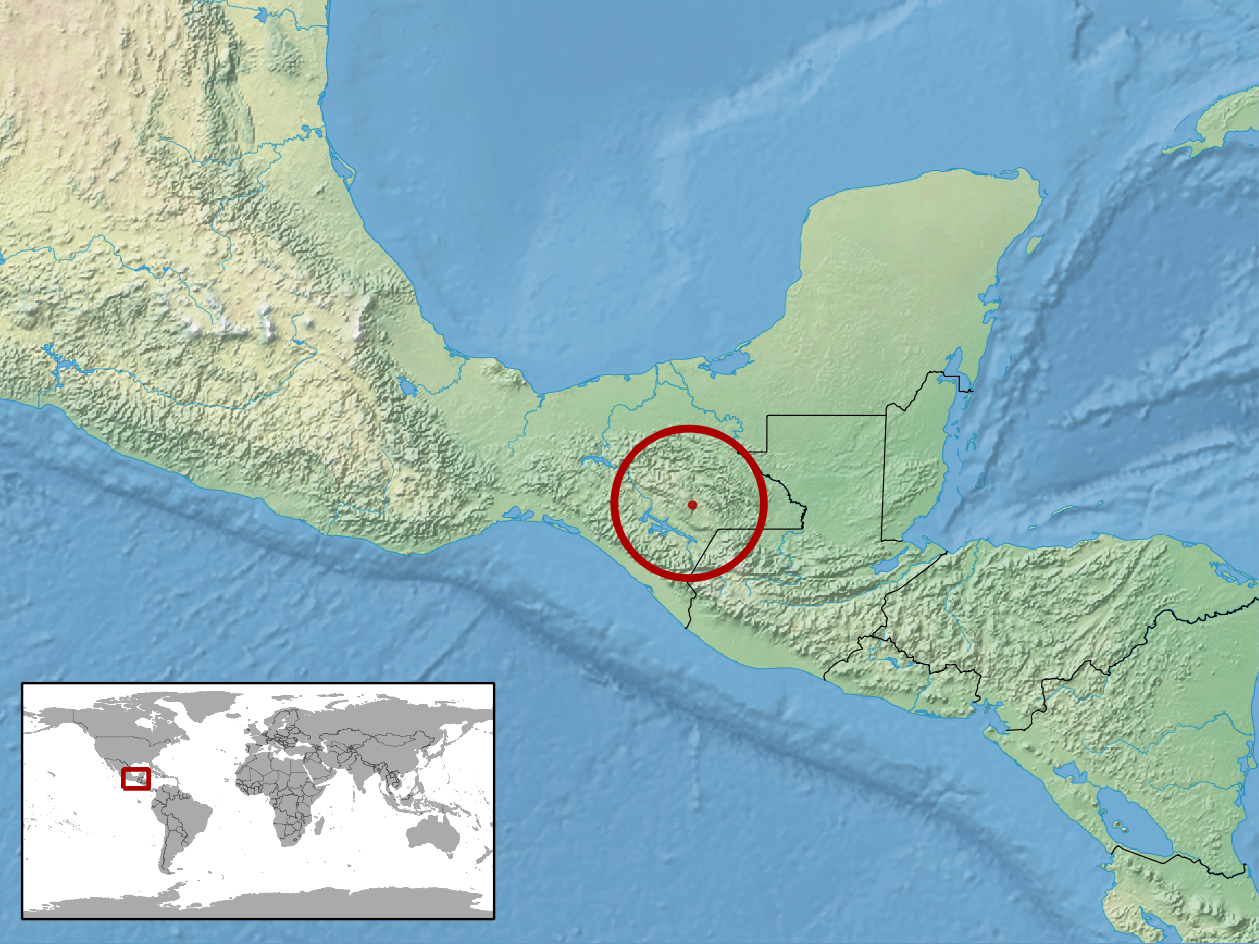